# Wielkie Niemcy
Wielkie Niemcy (niem. Großdeutschland albo Großdeutsches Reich – Rzesza Wielkoniemiecka) – pojęcie, które funkcjonowało w idei niemieckiego imperializmu od XIX wieku.

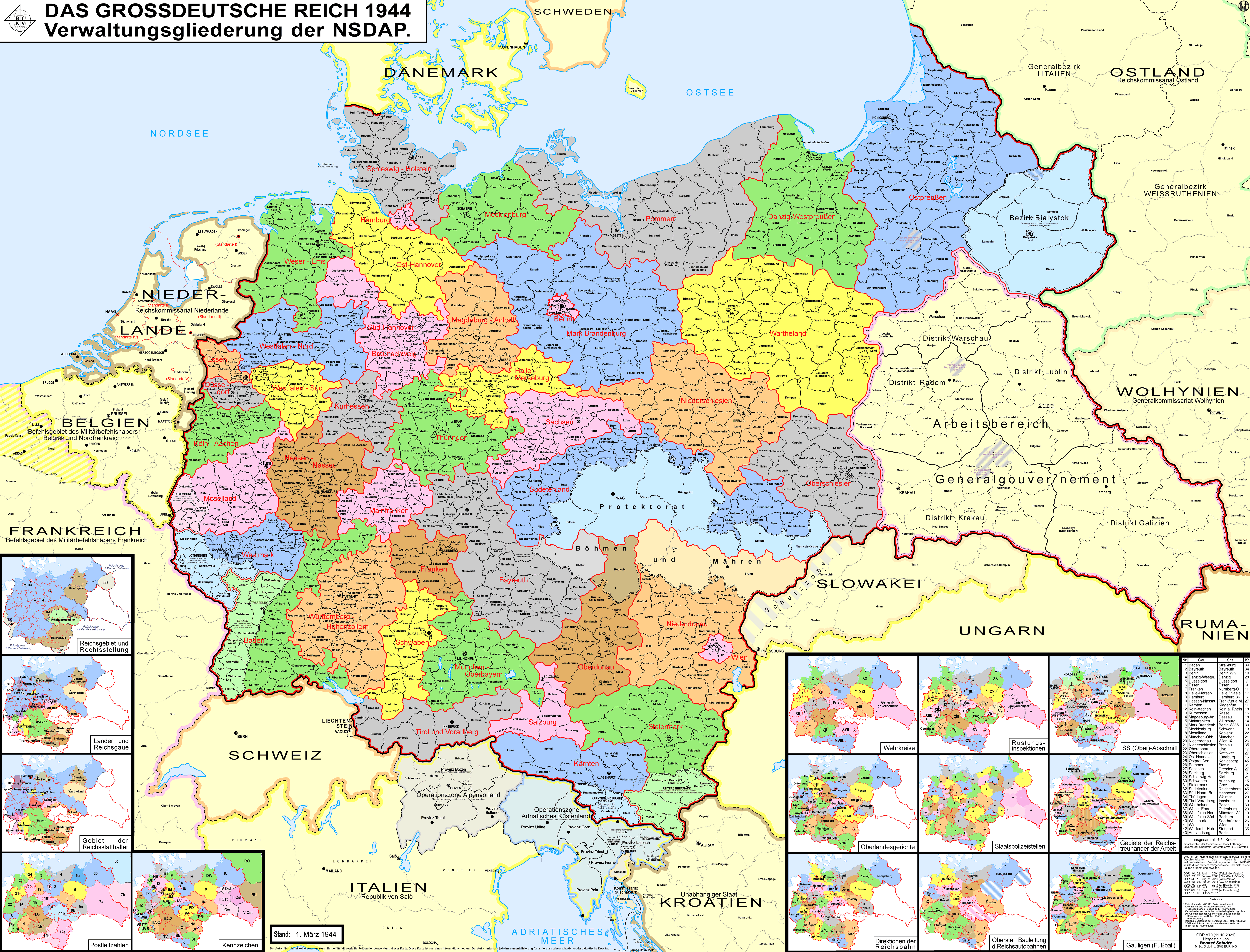
Mapa Wielkich Niemiec w 1943 roku

## XIX wiek
W XIX wieku pojęcie stosowano na koncepcję zjednoczenia Niemiec, mającego składać się z krajów Związku Niemieckiego oraz Austrii wraz z jej pozazwiązkowymi posiadłościami. Jej przeciwieństwem była idea „Małych Niemiec”, forsowana głównie przez Prusy. Przyczyną różnych koncepcji było istnienie dużych grup ludności nie-niemieckiej w Austrii oraz konieczność liczenia się z panowaniem dynastii Habsburgów.

## XX wiek
- Związku Wschodnim (Ostbund: Generalne Gubernatorstwo, rejon Wołgi, kraje bałtyckie, Ukraina, Bałkany, Gruzja),
- Związku Północnym (Nordbund: Szwecja, Norwegia, Dania),
- Związku Zachodnim (Westbund: Francja, Flandria, Luksemburg, Holandia).

Od marca 1938 roku, po aneksji Austrii (Anschluss), obszar Niemiec i przyłączone tereny austriackie nazywano mianem Rzesza Wielkoniemiecka (Großdeutsches Reich) bądź Wielkie Niemcy (Großdeutschland). Później, po kolejnych podbojach terytorialnych dokonanych przez Führera, określano tak teren obejmujący przedwojenne Niemcy (w granicach z 1937 roku), Austrię, Kraj Sudetów, Protektorat Czech i Moraw, Luksemburg oraz tereny większości Polski (terytorium Rzeczypospolitej Polskiej anektowane przez III Rzeszę i Generalne Gubernatorstwo), części Jugosławii (północna Słowenia), Belgii (Eupen i Malmedy) i Francji (Alzacja i Lotaryngia) włączone w czasie II wojny światowej w granice Rzeszy Niemieckiej. Po agresji niemieckiej na ZSRR do Wielkich Niemiec włączono też okolice Białegostoku i Grodna oraz Galicję Wschodnią, która weszła w skład GG (dystrykt Galicja).